# Marché d'esclaves avec apparition du buste invisible de Voltaire
Marché d'esclaves avec apparition du buste invisible de Voltaire est une huile sur toile surréaliste de l'artiste espagnol Salvador Dalí réalisée en 1940.

## Présentation
Elle représente un marché aux esclaves disposé de telle sorte qu'apparaît au cœur du tableau ce qui semble être un buste de Voltaire, philosophe français antiesclavagiste. Elle est conservée au Salvador Dali Museum de St. Petersburg, en Floride.